# Dziewięć królowych
Dziewięć królowych (hiszp. Nueve Reinas) – argentyński film z 2000, w reżyserii Fabiána Bielinsky’ego.

## Fabuła
Juan (Pauls) jest początkującym oszustem. Na swojej drodze spotyka Marcosa (Ricardo Darín), doświadczonego i bezwzględnego kanciarza. Razem planują skok życia – zamierzają oskubać hiszpańskiego biznesmena, kolekcjonera znaczków. Dziewięć królowych to seria bardzo rzadkich znaczków wyemitowanych przez Republikę Weimarską, a oszuści chcą podsunąć Hiszpanowi falsyfikaty. Transakcję zamierzają przeprowadzić w hotelu, w którym pracuje siostra Marcosa, Valeria (Brédice). Jest ona skonfliktowana z bratem, procesują się o spadek po dziadku. Sprawa się komplikuje, nie wiadomo kto jest prawdziwym celem oszustwa.
Film był pierwszym pełnometrażowym dziełem w dorobku Bielinsky’ego. Debiutanta chwalono nie tylko za kryminalną intrygę, ale także za wiarygodność psychologiczną bohaterów oraz mocno zarysowane tło społeczne. Dziewięć królowych było wielokrotnie nagradzane, również poza granicami Argentyny.